# Liste der Baudenkmale in Neu Kosenow
In der Liste der Baudenkmale in Neu Kosenow sind alle denkmalgeschützten Bauten der Gemeinde Neu Kosenow (Mecklenburg-Vorpommern) und ihrer Ortsteile aufgelistet. Grundlage ist die Veröffentlichung der Denkmalliste des Landkreises Ostvorpommern mit dem Stand vom 30. Dezember 1996. 

## Baudenkmale nach Ortsteilen

### Neu Kosenow
| ID | Lage      | Bezeichnung                           | Beschreibung | Bild |
| -- | --------- | ------------------------------------- | ------------ | ---- |
|    |           | Dorfstraße mit Brücke und Pflasterung |              |      |
|    | Nr. 7/9   | Wohnhaus                              |              |      |
|    | Nr. 23/24 | Wohnhaus                              |              |      |

### Alt Kosenow
| ID | Lage    | Bezeichnung                             | Beschreibung | Bild |
| -- | ------- | --------------------------------------- | ------------ | ---- |
|    | (Karte) | Friedhof, Umfassungsmauer mit Toranlage |              |      |
|    | (Karte) | Kirche                                  |              |      |

### Auerose
| ID | Lage              | Bezeichnung                                                | Beschreibung | Bild                                             |
| -- | ----------------- | ---------------------------------------------------------- | ------------ | ------------------------------------------------ |
|    |                   | ehem. Schmiede                                             |              |                                                  |
|    | (Karte)           | Friedhof, Umfassungsmauer mit Toranlage, hist. Grabzeichen |              |                                                  |
|    | (Karte)           | Friedhof, Mausoleum mit Familiengrabanlage                 |              |                                                  |
|    | (Karte)           | Gutsanlage mit Schloss (Nr. 28) und Kornspeicher           |              | Gutsanlage mit Schloss (Nr. 28) und Kornspeicher |
|    | (Karte)           | Kirche                                                     |              | Kirche                                           |
|    | Nr. 9/10 (Karte)  | Wohnhaus und Stallgebäude                                  |              |                                                  |
|    | Nr. 11/12 (Karte) | Wohnhaus und Stallgebäude                                  |              |                                                  |

### Dargibell
| ID | Lage           | Bezeichnung                              | Beschreibung | Bild |
| -- | -------------- | ---------------------------------------- | ------------ | ---- |
|    | (Karte)        | Gutsanlage mit Gutshaus und Kornspeicher |              |      |
|    | Nr. 23 (Karte) | Neubauernhaus                            |              |      |

### Kagendorf
| ID | Lage              | Bezeichnung                                                | Beschreibung | Bild   |
| -- | ----------------- | ---------------------------------------------------------- | --- | ------ |
|    | (Karte)           | Friedhof, Umfassungsmauer mit Toranlage, hist. Grabzeichen | |        |
|    | (Karte)           | Kirche                                                     | Einschiffige, Gotische St.-Petri-Kirche als langgestreckter Saalbau, 1307 erwähnt, 1657 abgebrannt, 1668 Wiederaufbau, Fachwerkturm mit Dachreiter und Westportal von 1751, umfassende Renovierungen im 19. Jh.; Kanzel von 1669, barocker Altaraufsatz (1786), Patronatsgestühl (18. Jh.), Orgel von 1883 | Kirche |
|    | Nr. 2 (Karte)     | Wohnhaus                                                   | |        |
|    | Nr. 8 (Karte)     | Landarbeiterhaus                                           | |        |
|    | Nr. 9 (Karte)     | Wohnhaus, Fassade und Hofmauer                             | |        |
|    | Nr. 11 (Karte)    | Wohnhaus                                                   | |        |
|    | Nr. 15/17 (Karte) | Wohnhaus, Portikus mit Haustür, Taubenhaus                 | |        |
|    | Nr. 18/19 (Karte) | Landarbeiterhaus                                           | |        |
|    | Nr. 20/23 (Karte) | Landarbeiterhaus                                           | |        |

## Quelle
- Bericht über die Erstellung der Denkmallisten sowie über die Verwaltungspraxis bei der Benachrichtigung der Eigentümer und Gemeinden sowie über die Handhabung von Änderungswünschen (Stand: Juni 1997; PDF, 934 kB)

- Karte mit allen Koordinaten:
- OSM |
- WikiMap